# ケニー・バレル
ケニー・バレル（Kenny Burrell、1931年7月31日 - ）は、アメリカ合衆国の混血系黒人ジャズ・ギタリスト。

## 来歴

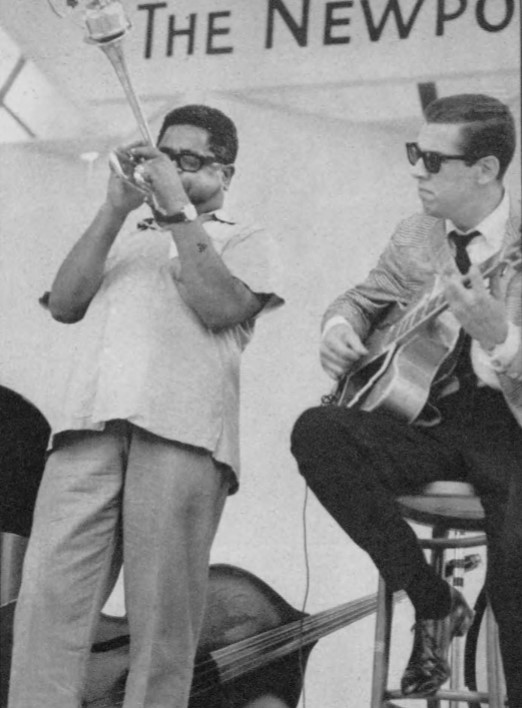
ディジー・ガレスピー、ケニー・バレル。1966年、ニューポート・ジャズ・フェスティバルにて。

ミシガン州デトロイト市生まれ。大学で音楽を学んだ後1951年にディジー・ガレスピー楽団に入り、その後、初レコーディングしてデビューした。1955年にニューヨークで活動を始め、この頃ブルーノートのプロデューサーであるアルフレッド・ライオンの目にとまり、1956年3月にリーダー作をレコーディングした。以後、ブルーノートやヴァーヴ・レコードをはじめとする他のレーベルでも、ブルースに根ざしたプレイで活躍した。ピアニストのトミー・フラナガンは同じデトロイト出身の幼馴染であり、数多くの共演を残している。
歌も上手く、『ウィーヴァー・オブ・ドリームス』などのアルバムでその歌声を披露している。

## ディスコグラフィ

### リーダー・アルバム
1950年代
- 『イントロデューシング・ケニー・バレル』 - Introducing Kenny Burrell（1956年5月録音）(Blue Note) 1956年
- 『ケニー・バレル Vol.2』 - Kenny Burrell（1956年3月、5月録音） (Blue Note) 1957年
- 『スウィンギン』 - Swingin'（1956年3月～1959年8月録音）(Blue Note) 1980年
- プレスティッジ・オールスターズ名義, All Night Long（1956年12月録音）(Prestige) 1957年
- 『オール・デイ・ロング』 - All Day Long (Prestige) 1957年
- プレスティッジ・オールスターズ名義, Earthy (Prestige) 1957年
- 『ケニー・バレル』 - Kenny Burrell (Prestige) 1957年（Blue Moodsとしてもリリース）
- Jimmy Raneyと共同名義, 『2ギターズ』 - 2 Guitars (Prestige) 1957年
- 『K.B.ブルース』 - K. B. Blues（1957年2月録音）(Blue Note) 1979年
- フランク・ウェスと共同名義, Monday Stroll (Savoy) 1957年（Opus in Swing の再発）
- ハービー・マン、チャーリー・ラウズ、マル・ウォルドロンと共同名義, Just Wailin' (New Jazz) 1958年
- ジョン・コルトレーンと共同名義, 『ケニー・バレル＆ジョン・コルトレーン』 - Kenny Burrell & John Coltrane  (New Jazz) 1958年
- 『ブルー・ライツ Vol.1』Blue Lights Volume 1 (Blue Note) 1958年
  - 『ブルー・ライツ Vol.2』Blue Lights Volume 2 (Blue Note) 1958年
- アート・ブレイキーと共同名義, 『アット・ザ・ファイヴ・スポット・カフェ』 - On View at the Five Spot Cafe  (Blue Note) 1959年
- 『ヴィレッジ・ヴァンガードの夜』 - A Night at the Vanguard (Argo) 1959年（Man At Workとしてもリリース）

1960年代
- 『ウィーヴァー・オブ・ドリームス』 - Weaver of Dreams（1960年～1961年録音）(Columbia) 1961年
- 『ブルージン・アラウンド』 - Bluesin' Around（1961年10月～1962年6月録音）(Columbia) 1983年
- コールマン・ホーキンスと共同名義, Bluesy Burrell (Moodsville) 1962年
- 『ミッドナイト・ブルー』 - Midnight Blue (Blue Note) 1963年
- ジャック・マクダフと共同名義, 『クラッシュ！』 - Crash! (Prestige) 1963年
- Lotsa Bossa Nova! (Kapp) 1963年
- ジミー・スミスと共同名義, 『ブルー・バッシュ！』 - Blue Bash! (Verve) 1963年
- シャーリー・スコットと共同名義, Travelin' Light (Prestige) 1964年
- 『ソウル・コール』 - Soul Call (Prestige) 1964年
- 『フリーダム』 - Freedom（1963年3月～1964年10月録音）(Blue Note) 1980年
- 『ケニー・バレルの全貌』 - Guitar Forms (Verve) 1965年
- The Tender Gender (Cadet) 1966年
- Have Yourself a Soulful Little Christmas (Cadet) 1966年
- 『ア・ジェネレーション・アゴー・トゥデイ』 - A Generation Ago Today（1966年12月～1967年3月録音）(Verve) 1967年
- Ode to 52nd Street (Cadet) 1967年
- 『ブルース：ザ・コモン・グラウンド』 - Blues – The Common Ground（1967年12月～1968年2月録音）(Verve) 1968年
- 『ナイト・ソング』 - Night Song（1968年4月～1969年1月録音）(Verve) 1969年
- 『アスファルト・キャニオン組曲』 - Asphalt Canyon Suite（1969年10月録音）(Verve) 1969年

1970年代
- 『ゴッド・ブレス・ザ・チャイルド』 - God Bless the Child（1971年4月、5月録音）(CTI) 1971年
- 'Round Midnight（1972年録音）(Fantasy) 1972年
- Both Feet on the Ground（1973年2月録音）(Fantasy) 1973年
- Up the Street（1974年1月、2月録音）(Fantasy) 1974年
- Sky Street（1974年6月18日～20日録音）(Fantasy) 1976年
  - Stormy Monday（1974年6月18日～20日録音）(Fantasy) 1978年
- Ellington Is Forever（1975年2月録音）(Fantasy) 1975年
  - Ellington Is Forever Volume Two（1975年11月、12月録音）(Fantasy) 1977年
- Prime: Live at the Downtown Room（1976年1月録音）(HighNote) 2009年（ライヴ）
- Tin Tin Deo（1977年3月録音）(Concord) 1977年
- 『ハンド・クラフテッド』 - Handcrafted（1978年2月、3月録音）(Muse) 1978年
- When Lights Are Low (Concord) 1978年
- 『ライブ・アット・ザ・ヴィレッジ・ヴァンガード』 - Kenny Burrell Live at the Village Vanguard（1978年12月15日録音）(Muse) 1980年（ライヴ）
- Kenny Burrell in New York（1978年12月録音）(Muse) 1981年
- 『ムーン・アンド・サンド』 - Moon and Sand（1979年12月録音）(Concord) 1980年

1980年代
- Heritage（1980年5月録音）(Audio Source/Voss) 1980年
- Listen to the Dawn（1980年12月録音）(Muse) 1983年
- Groovin' High（1981年7月録音）(Muse) 1984年
- Ellington a la Carte（1983年8月19日、20日録音） (Muse) 1991年（ライヴ）
  - A la Carte（1983年8月23日録音）(Muse) 1993年（ライヴ）
- グローヴァー・ワシントン・ジュニアと共同名義, 『トゥゲザリング』 - Togethering（1984年4月録音）(Blue Note) 1985年
- 『3ギターズ・アット・ヴァンガード』 - Generation (Blue Note) 1986年 (featuring the Jazz Guitar Band)
- Pieces of Blue and the Blues（1986年録音）(Blue Note) 1988年 (featuring the Jazz Guitar Band)
- Guiding Spirit: Recorded Live at the Village Vanguard (Contemporary) 1989年（ライヴ）

1990年代
- Sunup to Sundown (Contemporary) 1991年
- Midnight at the Village Vanguard (Evidence) 1993年
- Then Along Came Kenny: Live at the Village Vanguard (Evidence) 1993年（ライヴ）
- Lotus Blossom (Concord) 1995年
- スタンリー・ギルバート・カルテットと共同名義, 『アランフェス』 - Concierto De Aranjuez (Meldac) 1995年
- Live at the Blue Note (featuring the Jazz Heritage All Stars) (Concord) 1996年（ライヴ）
- Love is the Answer (featuring the Boys Choir of Harlem) (Concord Concerto) 1997年

2000年代
- Lucky So and So (Concord) 2000年
- Blue Muse (Concord) 2002年
- The Ralph J. Bunche Suite (UCLA Ethnomusicology) 2006年
- 『オール・ブルース』 - 75th Birthday Bash Live!（2006年7月、8月録音）(Blue Note) 2006年（カルフォルニア州サンタクルーズ「Kuumbwa Jazz Center」におけるライヴ with the Gerald Wilson Orchestra）
- Be Yourself: Live at Dizzy's Club Coca-Cola（2008年9月9日録音）(HighNote) 2010年（ニューヨーク市「Dizzy's Club Coca-Cola」におけるライヴ）
- Tenderly: Solo Guitar Concert（2009年11月録音＋2007年、2008年録音）(HighNote) 2011年（2009年11月録音はカルフォルニア州パサデナにおけるライヴ）

2010年代
- Special Requests (and Other Favorites): Live at Catalina's (HighNote) 2012年（ライヴ）
- The Road to Love (HighNote) 2015年（ライヴ with special guest: Barbara Morrison）
- Unlimited 1: Live at Catalina's (HighNote) 2016年（featuring the Los Angeles Jazz Orchestra）（ライヴ）

### 参加アルバム（一部）
- ロンネル・ブライト : 『ブライツ・スポット』 - Bright's Spot (1956年)
- ポール・チェンバース : 『ベース・オン・トップ』 - Bass On Top (1957年)
- クリス・コナー : 『クリス・イン・パーソン』 - Chris In Person (1959年)
- チェット・ベイカー : 『チェット』 - Chet (1959年)
- ジミー・スミス : 『ミッドナイト・スペシャル』 - Midnight Special (1961年)
- ハンク・ジョーンズ : 『ヒアズ・ラヴ』 - Here's Love (1963年)
- ウェス・モンゴメリー・ウィズ・ストリングス : 『フュージョン!』 - Fusion! (1963年)
- カル・ジェイダー : 『ソウル・ソース』 - Soul Sauce (1964年)
- シルヴィア・シムス : 『シルヴィア・イズ』 - Sylvia Is! (1965年)
- ジミー・スミス : 『オルガン・グラインダー・スウィング』 - Organ Grinder Swing (1965年)
- ジミー・スミス : 『ガット・マイ・モジョ・ワーキン』 - Got My Mojo Workin' (1965年)
- ビル・エヴァンス : 『クインテセンス』 - Quintessence (1976年)
- サリナ・ジョーンズ : 『メロディーズ・オブ・ラブ』 - Melodies Of Love (1980年)
- トミー・フラナガン : 『ビヨンド・ザ・ブルーバード』 - Beyond The Blue Bird (1990年)
- デビッド・マシューズ・トリオ : 『センチメンタル・ジャーニー』 - Sentimental Journey (1993年)
- ディー・ディー・ブリッジウォーター : 『ディア・エラ』 - Dear Ella (1997年)
- レイ・バレット : Portraits In Jazz And Clave (1999年)
- 仲曽根かほる : 『フレグランス』 - Fragrance (1999年)
- レイ・ブラウン・トリオ : Some Of My Best Friends Are...Guitarists (2002年)